# Bennett Miller
Bennett Miller (Nova York, 30 de desembre de 1966) és un director de cinema estatunidenc.

## Biografia
Titular per la Mamaroneck High School l'any 1985, on és company de classe de Dan Futterman.
Després del documental The Cruise (1998), realitza el seu primer llargmetratge, que surt l'any 2005. És una biografia de l'escriptor Truman Capote. El film es converteix en un gran èxit, i Philip Seymour Hoffman assoleix l'Oscar al millor actor. Per la seva part, Bennett Miller és nominat per l'Oscar al millor director, finalment assolit per Ang Lee per Brokeback Mountain.
El seu segon llargmetratge, Moneyball, surt l'any 2011. Brad Pitt hi encarna Billy Beane, antic mànager general ("general manager" o "GM") de la franquícia de baseball dels Oakland Athletics. El film rep moltes nominacions, sobretot als Oscars 2012 (millor film, millor actor, etc.).
Per al seu film següent, Foxcatcher, queda al medi de l'esport. No obstant això, el film torna sobre l'assassinat del campió olímpic de lluita lliure americà Dave Schultz. El film és seleccionat al Festival de Canes 2014 i Bennett Miller hi rep el premi a la millor direcció . L'obra és un èxit de critica i Miller és novament millor director.
Treballa a continuació a una adaptació de la novel·la de Charles Dickens, Cançó de Nadal, en col·laboració amb el guionista Tom Stoppard

## Filmografia
- 1998: The Cruise (documental)
- 2005: Capote
- 2011: Moneyball
- 2014: Foxcatcher

## Premis i nominacions

### Premis
- Berlinale 1999: premi Wolfgang Staudte i esment especial del premi Don Quixote per a The Cruise[1]
- Premis Gotham Independent Film 2005: millor revelació de l'any (director) i millor pel·lícula per a Truman Capote
- Festival del film de Hollywood 2011: director de l'any per al Stratège
- Festival de Canes 2014: Premi a la millor direcció per a Foxcatcher
- Gotham Awards 2014: Gotham Tribute
- Premis Film Independent's Spirit 2015: Especial Distinció per a Bennett Miller

### Nominacions
- Premis Satellite 2005: millor director per a Truman Capote[1]
- Oscars 2006: millor director per a Truman Capote
- Berlinale 2006: en competició per a l'Ós d'Or per a Truman Capote
- Premis Chlotrudis 2006: millor director per a Truman Capote
- Directors Guild of America Awards 2006: millor director per a Truman Capote
- Bodil 2007: millor film americà per a Truman Capote
- Oscars 2015: millor director per a Foxcatcher